# Basilika Santa Maria delle Grazie (Brescia)

Basilika Santa Maria delle Grazie

Die Basilika Santa Maria delle Grazie (deutsch Basilika Maria Gnaden) ist eine römisch-katholische Kirche in Brescia in der Lombardei, Italien. Die Pfarrkirche des Bistums Brescia trägt den Titel einer Basilica minor. Sie stammt als Renaissancebau aus der ersten Hälfte des 16. Jahrhunderts und wurde im 17. Jahrhundert im Stil des Barock vollständig mit Fresken, Stuck und Vergoldungen ausgestaltet. Die Basilika ist über einen Kreuzgang mit dem südlich angrenzenden, gleichnamigen Heiligtum Santa Maria delle Grazie verbunden, das aus dem 13. Jahrhundert stammt und im 19. Jahrhundert im neugotischen Stil neu ausgestaltet wurde.

## Geschichte
Die Kirche wurde vom Orden der Hieronymiten errichtet, die in Brescia seit der Mitte des 15. Jahrhunderts ansässig waren, aber zunächst weit außerhalb der Stadtmauern. 1517, nach der Plünderung 1512 durch die Soldaten von Gaston de Foix, wurde unter der Kontrolle der Republik Venedig für eine sogenannten Esplanade jedes Gebäudes um die Stadtmauer im Abstand näher als etwa eineinhalb Kilometern zerstört, so auch die Kirche der Hieronymiten. Sie konnten sich dann an der innerstädtischen Humiliaten-Kirche Santa Maria di Palazzolo aus dem 13. Jahrhundert niederlassen, die diesen entzogen wurde, und sollten auch die Erneuerung des Klosters bewirken.
Durch die Bulle von Papst Leo X. durften die Mönche 1519 Maria der Gnade als neue Schutzpatronin bestimmen. Die geringe Größe des Gotteshauses konnte jedoch die neuen Bewohner des Klosters nicht zufriedenstellen und so begannen sie 1522 mit dem Bau einer neuen Kirche. Diese wurde von Bruder Lodovico Barcella da Chiari entworfen, die Kirchweihe erfolgte 1539. Die unmittelbar benachbarte alte Kirche wurde als Heiligtum angeschlossen und im 19. Jahrhundert neu errichtet.

Kirchenportal

1668 führte die von Papst Clemens IX. angeordnete Aufhebung des Hieronymiten-Ordens zur Besiedlung durch Jesuitenpatres, die die Kirche mit dem angeschlossenen Kreuzgang erwarben und dort eine renommierte Schule gründeten. Das Kloster fiel 1773 nach der Auflösung der Jesuiten an die Gemeinde, die Kirche wurde 1775 zur Pfarrkirche.
Der spätere Papst Paul VI. zelebrierte hier 1920 seine Primiz. 1945 erhielten der Oblaten die Kirche anvertraut. Am 17. März 1963 wurde die Kirche durch Papst Johannes XXIII. in den Rang einer Basilica minor erhoben, er hatte sie, als er Apostolischer Nuntius und Patriarch von Venedig war, mehrmals besucht. 1982 besuchte Papst Johannes Paul II. die Wallfahrtsstätte.

## Architektur
Hinter einer schmiedeeisernen Umzäunung ist die schlichte Fassade durch das Marcapiano-Band in zwei Etagen sowie einen darüberliegenden Giebel gegliedert, der auf zwei Pilastern ruht. Das skulpturreiche Portal aus dem 15. Jahrhundert stammt aus der früheren Hieronymitenkirche, das Werk der Übergangsphase zeigt noch das gotische Erbe. Es wurde aus Botticino-Marmor und rotem Marmor von Verona geschaffen. Die Lünette in der Mitte des Portals wird mit einem Relief mit der Madonna delle Grazie und dem Kind bereichert, flankiert unter anderem von Hieronymus und Johannes dem Täufer. Die Tür wurde 1490 von Filippo Morari geschnitzt. In der oberen Fassade, frei von Zierelementen, öffnet sich ein großes Rundfenster, verziert mit einem Buntglasbild aus dem 18. Jahrhundert von Giovanni Bertini, das die Geburt Christi darstellt. Auf der rechten Seite befindet sich seit 1921 eine hohe Säule mit einem ionischen Kapitell, die die Bronzestatuette der Madonna della Pace des bresischen Bildhauers Emilio Magoni trägt.
Die Kirche ist als dreischiffige Staffelhalle ausgeführt. Das leicht erhöhte, fensterlose Mittelschiff mit Tonnengewölbe ist durch Arkaden korinthischer Säulen von den Seitenschiffen abgeteilt, die von halbkugelförmigen Kuppeln bedeckt sind. Unter diesen stehen auf beiden Seiten sieben Seitenaltäre. Der tiefe Chor wird durch eine polygonale Apsis abgeschlossen. Neben dem Chor erhebt sich der rechteckige Glockenturm.

## Ausstattung

Innenraum

Das Gewölbe, die Wände und alle Seitenkuppeln sind komplett mit Fresken, Stuck und Vergoldungen bedeckt, die mit großer Vielfalt an dekorativem Repertoire aufgeführt werden, die diese Kirche zum spektakulärsten Beispiel barocker Kunst in der Stadt machen. Die Ausgestaltung entstand aus dem Zusammenwirken vieler Künstler, so Francesco Giugno als Schöpfer der fünf Medaillons im zentralen Gewölbe mit der Erscheinung des auferstandenen Christus’ zu unserer Lieben Frau, Pfingsten, Mariä Himmelfahrt, Krönung und Tod der Jungfrau Maria. Giovanni Mauro della Rovere arbeitet im Chor, während Girolamo Muziano Episoden aus dem Leben des Schutzpatrons Hieronymus in der Kuppel am Altar malte.

### Rechtes Seitenschiff
Der erste Altar auf der rechten Seite zeigt das Martyrium der hl. Barbara des Malers Pietro Rosa, einem Schüler von Tizian. Die Pflege des Altars, wie durch eine Inschrift an seinen Seiten erinnert, lag in der Verantwortung der Artillerieschule, die von der venezianischen Regierung 1531 gegründet worden war.
Der nächste Altar, der ursprünglich nach San Rocco benannt, wurde von einem Gemälde von Jacopo Palma dem Jüngeren mit dem Erlöser unter den Heiligen Rocco, Vittoria und Corona dominiert. Die Jesuiten, die von den Hieronymiten die Obhut der Kirche übernahm, änderten die Widmung des Altars, um die Figur des Hl. Franz Xaver zu feiern. 1745 wurde ein Gemälde des veronesischen Malers Pietro Rotari aus dem 18. Jahrhundert mit dem Hl. Franz Xaver unter den Japanern auf den Altar gestellt.
Es folgt der Altar von St. Lucia und Apollonia, ausgestattet mit einem Gemälde Alessandro Maganzas aus Vicenza, das die beiden Heiligen vor der Madonna mit Kind zeigt, umgeben von St. Joseph und einem Engel.
Der nächste Altar, auf dem die Familie Lana de’ Terzi seit 1529 die Schirmherrschaft hatte, ist dem Hl. Antonius von Padua gewidmet. Ursprünglich zeigte er ein Werk von Alessandro Moretto mit St. Antonius von Padua zwischen den Heiligen Antonius Abbas und Nikolaus von Tolentino. Das Gemälde befindet sich heute in der Pinacoteca Tosio Martinengo und wird durch eine Kopie des späten 19. Jahrhunderts von Bortolo Schermini ersetzt.
Über der Seitentür hängt ein Callisto Piazza zugeschriebenes Gemälde der Geburt Jesu. Es folgt dem Altar des hl. Jean François Régis, der mit einem Ölbild von Simone Brentana geschmückt ist, die den Heiligen darstellt.
Schließlich befindet sich in der Hauptkapelle ein weiteres Gemälde von Moretto, die Madonna und Kind in Ruhm mit den Heiligen Rocco, Martino und Sebastiano. An der linken Wand hängt das Bild des Heiligen Martin, der den Sohn der Witwe des Vicenza-Malers Francesco Maffei wiederauferstehen lässt.

### Chor

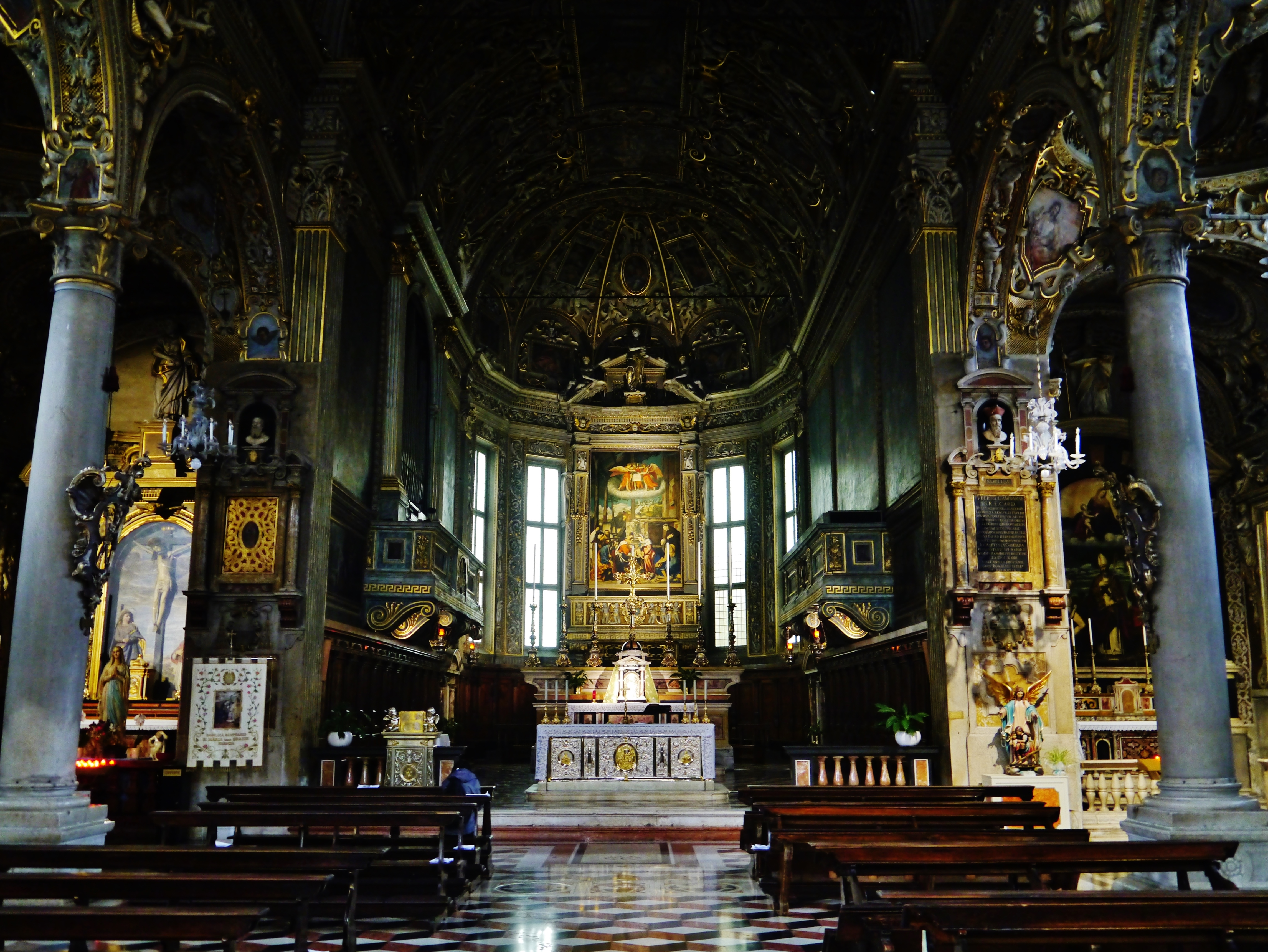
Chorraum

An den Seiten des Bogens zum Chor befinden sich die Reliquien des Hl. Hieronymus auf der linken Seite und das Mausoleum des Wohltäters Uberto Gambara aus dem 15. Jahrhundert auf der rechten Seite. Am Hochaltar befindet sich eine Krippe, eine moderne Kopie eines Gemäldes von Moretto, das seit dem Ende des 19. Jahrhunderts in der Pinakothek aufbewahrt wird. Entlang der Wände des Chores befinden sich weitere Leinwände: die Hochzeit Mariens von Bruder Tiburzio Baldini (1609), die Beschneidung Jesu Christi von Francesco Giugno, die Anbetung der Heiligen Drei Könige von Grazio Cossali (1610), die Reinigung der Jungfrau Maria von Antonio Gandino (1660) und der Besuch Mariens bei Elisabeth von Bruder Tiburzio Baldini.
Die Orgel der Brüder Serassi aus Bergamo ersetzte 1844 jene von Giovanni Giacomo Antegnati aus dem 16. Jahrhundert, deren Türen von Pietro Rosa mit der Szene der Cimmerischen Sibylle geschmückt wurden, um Kaiser Augustus die Inkarnation Christi zu prophezeien. An den Seiten der Orgel befinden sich die Verkündigung der Jungfrau Maria durch Antonio Gandino, das Massaker der Unschuldigen von Bruder Tiburzio Baldini, die Geburt der Jungfrau Maria von Camillo Procaccini und die Darstellung Jesu im Tempel durch Antonio Gandino.

### Linkes Seitenschiff
In der Apsiskapelle, die den linken Gang schließt, geschmückt mit der Grablege und Kreuzigung von Bruder Tiburzio Baldini, gibt es ein hölzernes Kruzifix aus dem Anfang des 16. Jahrhunderts, flankiert von den bemalten Stuckstatuen der Jungfrau Maria und des heiligen Karl Borromäus. Am Altar des Kruzifixes befindet sich auch das Mausoleum von Tommaso Caprioli, das 1620 errichtet wurde und wahrscheinlich der Carra-Schule zuzurechnen ist, bestehend aus einer langen Gedenkinschrift und seinem Wappen. Nur das Herz des Offiziers, der 1608 in Prag starb, ist hier aufbewahrt. Über der Seitentür, die zum Kreuzgang führt, hängt eine Anbetung der Hirten mit zwei Figuren von Jesuiten, die einem Maler aus Brescia zuzuschreiben ist.
Der nächste Altar ist der Unbefleckten Empfängnis gewidmet und präsentiert eine reiche Stuckdekoration aus der zweiten Hälfte des 16. Jahrhunderts, diese umrahmt ein Gemälde von Pietro Maria Bagnadore mit den Heiligen Anna und Joachim, zu der Giuseppe Tortelli die Figur des Unbefleckten Empfängnis in Begleitung von Engeln hinzufügte.
Es folgt der Altar des Hl. Luigi Gonzaga, der einst den Heiligen Georg und Gotthard gewidmet war und von der Büchsenmachergilde betreut wurde, bereichert durch ein Gemälde von Antonio Paglia, das die Jungfrau mit den Heiligen Luigi Gonzaga und Stanislaus Kostka zeigt.
Der folgende Altar ist dem hl. Josef gewidmet und zeigt ein Gemälde der Moretto-Schule mit der Madonna der Barmherzigkeit, umgeben von den Heiligen Michael, Johannes dem Täufer, Bernhard und Magdalena.
Der Altar des Hl. Hieronymus, der dem Schutzpatron der Kirchengründer gewidmet ist, ist mit dem Gemälde von Paolo Caylina dem Jüngeren Unserer Lieben Frau der Gnaden mit dem heiligen Hieronymus, dem heiligen Eusebius und den heiligen Jüngern Eustochia und Paola geschmückt. In der Nische des Altars ist als Reliquie die Ferse des Hl. Hieronymus aufbewahrt. Auf der Gegenwand befindet sich ein großes Gemälde von Fra Tiburzio Baldini, das das Massaker der Unschuldigen darstellt.
Die Kirche bewahrt auch ein reiches Erbe der liturgischen Einrichtung, unter denen ein Reliquiar des 16. Jahrhunderts in Ebenholz und Elfenbein mit Figuren der Gerechtigkeit und Temperament, Geschenk von Kardinal Uberto Gambara.

## Heiligtum Santa Maria delle Grazie

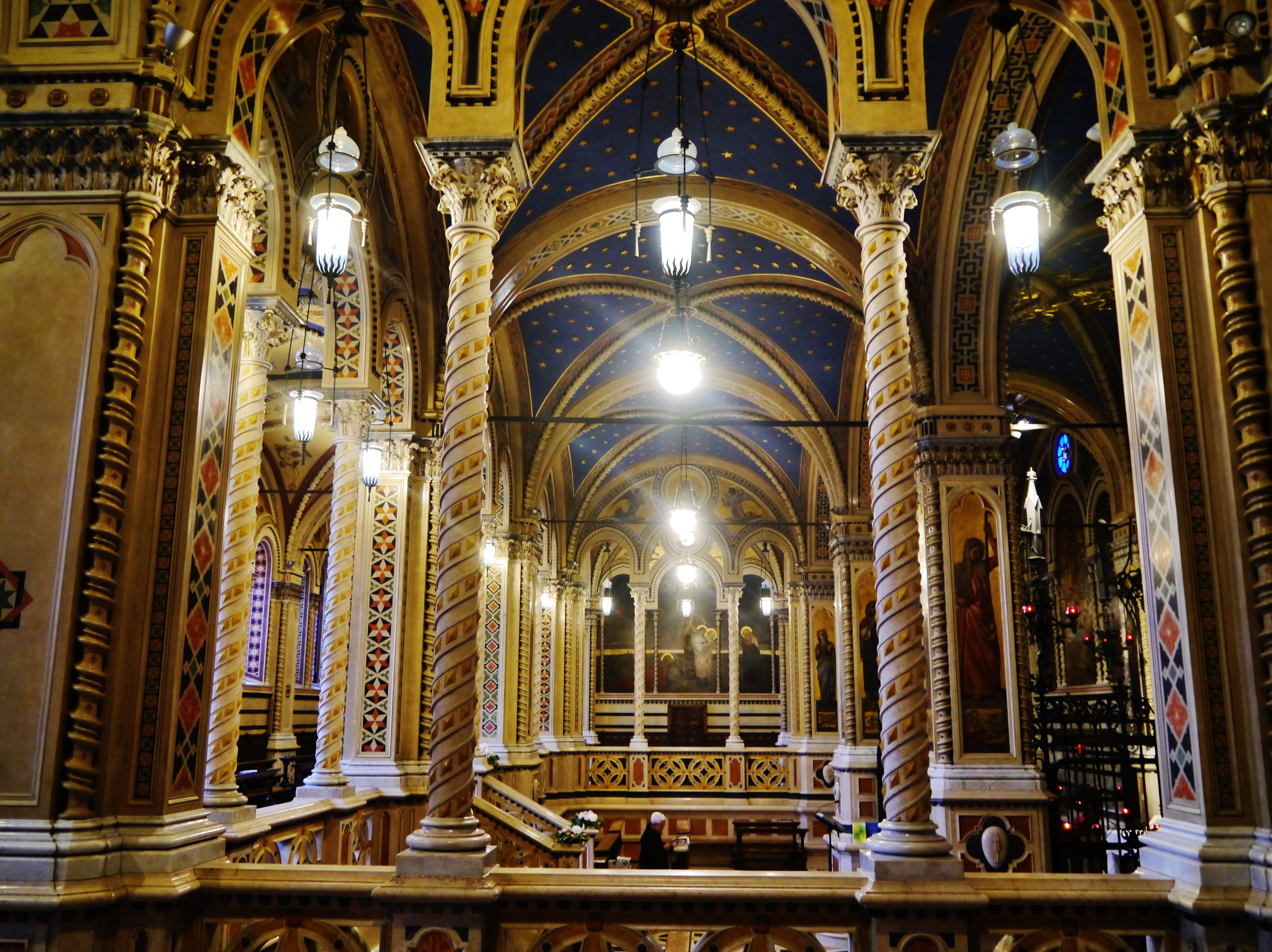
Innenraum des Heiligtums Santa Maria delle Grazie Santuario

Das kleine Heiligtum wurde im 13. Jahrhundert als Kirche Santa Maria di Palazzolo vom Orden der Humiliaten gebaut. Es wurde im Lauf der Jahrhunderte, insbesondere am Ende des 19. Jahrhunderts, wieder aufgebaut, als eine radikale Renovierung des Innenraums nach einem Entwurf von Antonio Tagliaferri durchgeführt wurde, unterstützt von zahlreichen Dekorateuren, Malern und Bildhauern. Es ist heute das bedeutendste Beispiel der neugotischen Kunst und Architektur des 19. Jahrhunderts in der Stadt.